# Srae Ambel
Srae Ambel är ett distrikt i Kambodja.   Det ligger i provinsen Koh Kong, i den sydvästra delen av landet, 140 km väster om huvudstaden Phnom Penh. Antalet invånare är 38 435.